# Fred Rains
Fred Rains, pseudonimo di Frederick William Rains (31 gennaio 1860 – 3 dicembre 1945), è stato un regista e attore britannico. Padre di Claude Rains.

## Filmografia
- The Artful Burglar (1910)
- The Harlequinade (1910)
- A Yuletide Reformation (1910)
- Absent-Minded Jones (1910)
- The Navvy's Fortune (1910)
- Jones Junior; or, Money for Nothing (1910)
- Jones' Lottery Prize, a Husband (1910)
- Jones Dresses for the Pageant (1910)
- Jones Buys China (1910)
- The Boy and the Physic (1910)
- Up-to-Date Pickpockets (1910)
- Caught Napping (1910)
- The Jealous Husband (1910)
- One Who Remembered (1910)
- Looking for Lodgings at the Seaside (1910)
- The Burglar's Misfortune (1910)
- The New Park-Keeper (1910)
- The Kidnapped Servant (1910)
- Susan's Revenge (1910)

- Dan Nolan's Cross (1911)
- A Village Scandal (1911)
- Jimson Joins the Anarchists (1911)
- Jimson Joins the Piecans (1911)
- Jones' Nightmare (1911)
- The Suffragettes' Downfall; Or, Who Said 'Rats'? (1911)
- Johnson's Strong Ale (1911)

- The Wolf and the Waif (1912)
- Aladdin in Pearlies (1912)
- Love at Arms (1912)
- The Stolen Necklace (1912)
- The New Owner of the Business (1912)
- Duped by Determination (1912)
- Little Miss Demure (1912)
- Sammy's Revenge (1912)
- My Wife's Pet (1912)
- Back at Three (1912)
- Married in Haste (1912)
- His Duty (1912)
- Love Conquers Crime (1912)
- The Mexican's Love Affair (1912)

- How a Housekeeper Lost Her Character (1913)
- Daphne and the Dean (1913)
- The Blunders of Mr. Butterbun: Trips and Tribunals (1918)
- The Blunders of Mr. Butterbun: Unexpected Treasure (1918)
- A Case of Comfort (1918)
- Diamonds and Dimples (1918)
- The Haunted Hotel (1918)
- His Busy Day (1918)
- His Salad Days (1918)
- Love and Lobster (1918)
- Paint and Passion (1918)
- Land of My Fathers (1921)
- Odd Tricks (1924)